# Тендайш
Тендайш (порт. Tendais) — район (фрегезия) в Португалии, входит в округ Визеу. Является составной частью муниципалитета Синфайнш. По старому административному делению[какому?] входил в провинцию Дору-Литорал. Входит в экономико-статистический субрегион Тамега, который входит в Северный регион. Население составляет 894 человека на 2001 год. Занимает площадь 31,69 км².
Покровителем района считается Святая Кристина (порт. Santa Cristina de Bolsena).